# Ex-Hacienda Pantitlán
Ex-Hacienda Pantitlán är en ort i Mexiko.   Den ligger i kommunen Tlayacapan och delstaten Morelos, i den sydöstra delen av landet, 60 km söder om huvudstaden Mexico City. Ex-Hacienda Pantitlán ligger 1 287 meter över havet och antalet invånare är 162.
Terrängen runt Ex-Hacienda Pantitlán är kuperad åt nordost, men åt sydväst är den platt. Runt Ex-Hacienda Pantitlán är det mycket tätbefolkat, med 1 056 invånare per kvadratkilometer. Närmaste större samhälle är Jiutepec, 19,5 km väster om Ex-Hacienda Pantitlán. Omgivningarna runt Ex-Hacienda Pantitlán är en mosaik av jordbruksmark och naturlig växtlighet.